# Senill
El senill o senís també anomenat canyís, canyot o canya borda i canya-xiula (Phragmites australis) és una planta subcosmopolita de la família de les gramínies o poàcies, semblant a la canya però més gràcil. És aquàtica i sovint creix formant grans poblacions anomenats canyissars a les vores d'estanys, de rius i, en general, en terrenys inundats o allà on hi ha una capa freàtica alta.

## Morfologia
És una planta perenne robusta, glabrescent, amb llargs rizomes que fa de 2 a 8 m d'alt. Tiges anuals dures, però pràcticament no lignificades, de 0,5 -2 cm de diàmetre. Les seves fulles són relativament grosses de 20-50 x 1-2 cm; la panícula, de 8-40 cm, es desenvolupa a partir de finals d'estiu. Als Països Catalans presenta dues subespècies: australis i chrysanthus (=altissimus); aquesta darrera pot arribar a amidar 8 m d'alt i només es troba a la terra baixa.

## Usos
Amb el canyís tradicionalment se'n feien sostres. És una planta d'ús ornamental però pot passar a ser invasora de difícil erradicació. Les tiges joves i les llavors són comestibles. Les plantes es fan servir per a fitoremediació de les aigües residuals. A l'Iran i altres països propers amb la seva tija se'n fa una mena de flauta anomenada ney.

## Sinònims
Arundo altissima Benth. [≡ Phragmites australis subsp. altissimus],
Arundo australis Cav. (basiònim),
Arundo phragmites L.,
Arundo vulgaris Lam.,
Phragmites communis Trin.,
Phragmites communis var. longivalvis (Steud.) Miq.,
Phragmites longivalvis Steud.,
Phragmites vulgaris (Lam.) Crép.,
Phragmites vulgaris var. longivalvis (Steud.) W. Wight.